# Echinophora orientale
Echinophora orientale är en flockblommig växtart som först beskrevs av Dc., och fick sitt nu gällande namn av Minosuke Hiroe. Echinophora orientale ingår i släktet Echinophora och familjen flockblommiga växter. Inga underarter finns listade i Catalogue of Life.